# 建許呂命
建許呂命（たけころのみこと）は古墳時代の豪族。建己呂命、建凝命とも書き（『新撰姓氏録』）、また天津多祁許呂命や多祁許呂命（『常陸国風土記』）、建許侶命（『先代旧事本紀』）とも書く。

## 概要
『姓氏録』によれば天津彦根命の14世あるいは12世の子孫にあたり、中央氏族の三枝部連と庵智造（以上大和国神別）、高市県主（和泉国神別）の祖とされる。
地方にあっては『常陸国風土記』に茨城国造（後の常陸国茨城郡にあたる国の国造、現茨城県中部。以下これに准う）の祖で、神功皇后の朝廷に仕え、その子供が8人いたとされ（茨城郡条）、『旧事紀（国造本紀）』でも茨城国造の祖で、成務天皇の時代に初めて石城国造（陸奥国石城郡。現福島県いわき市）に任じられたとある。
また『国造本紀』では、その子供が成務天皇の時代にそれぞれ
- 師長国造（意富鷲意彌命、相模国西部。現神奈川県西部）
- 須恵国造（大布日意彌命、上総国周淮郡。現千葉県南西部）
- 馬来田国造（深川意彌命、同国望陀郡。現千葉県南西部）
- 石背国造（建彌依米命、陸奥国石背郡。現福島県岩瀬郡）

に任じられ、また、応神天皇の時代に別の子供が
- 茨城国造（筑波使主命）
- 道口岐閇国造（宇佐比刀禰命、常陸国北端。現茨城県北端）
- 道奥菊多国造（屋主刀禰命、陸奥国菊多郡。現福島県いわき市）

に任じられている。
- 周防国造（加米乃意美命、周防国熊毛郡、玖珂郡、現山口県東部）